# 新溫亞德 (緬因州)
新溫亞德（英語：New Vineyard）是一個位於美國緬因州富蘭克林縣的市鎮。

## 人口
根據2020年美國人口普查的數據，新溫亞德的面積為93.81平方千米，當中陸地面積為92.57平方千米，而水域面積為1.24平方千米。當地共有人口721人，而人口密度為每平方千米8人。